# Palazzo della Ragione

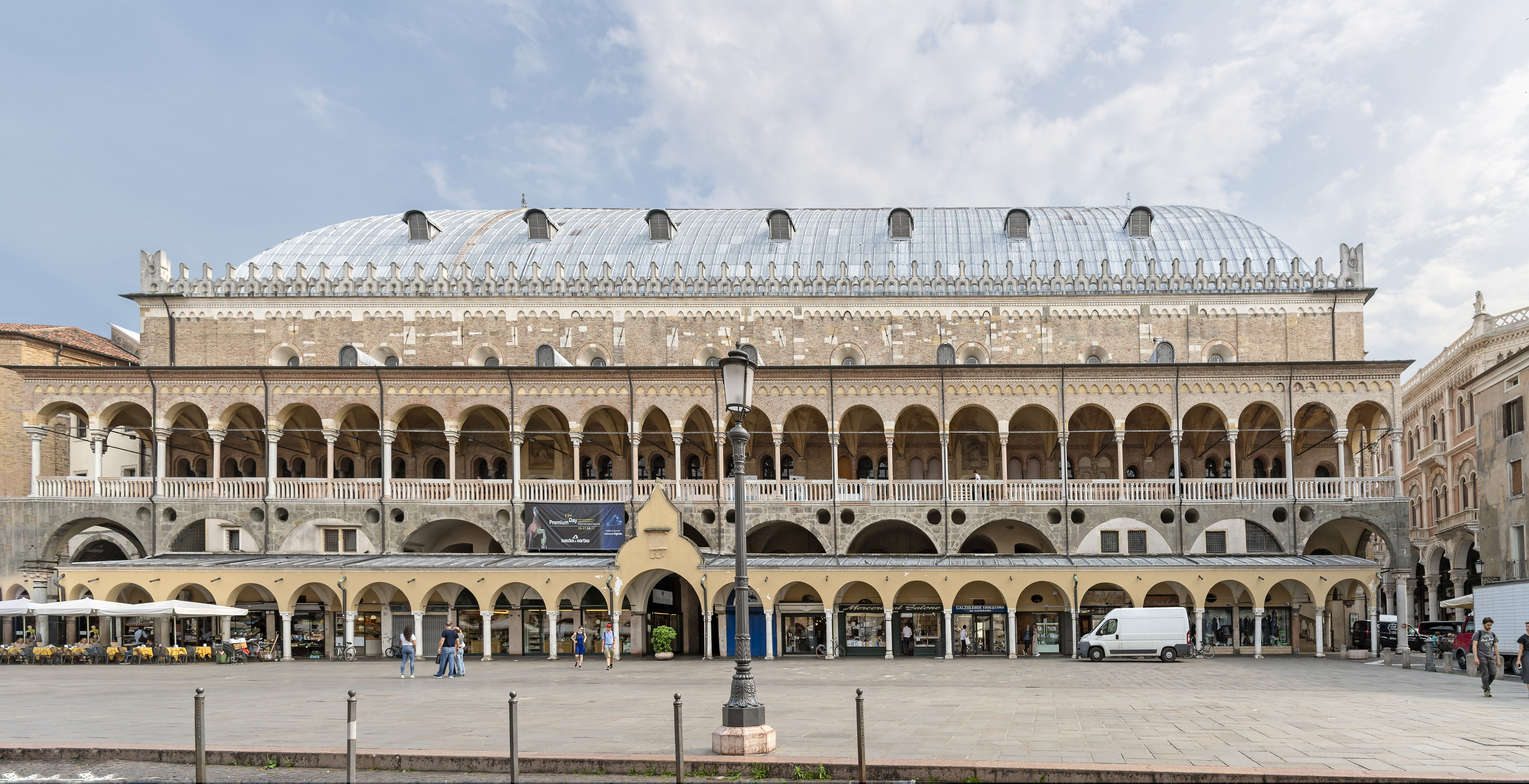
Palazzo della Ragione in Padua

Het Palazzo della Ragione is een markthal, stadhuis en justitiepaleis uit de middeleeuwen in de Italiaanse stad Padua in de regio Veneto. Op de begane grond waren vele ambachtswinkels gevestigd, terwijl op de twee aanliggende pleinen, de ‘Piazza delle Erbe' en de Piazza dei Frutti, de dagelijkse versmarkt plaatsvond. 
De bovenverdieping –  ‘il salone' – was gewijd aan de stads- en justitieadministratie. In deze grote overdekte hal is een uitgebreide fresco-cyclus te zien; deze cyclus maakt onderdeel uit van Padua's 14e-eeuwse frescocycli, die sinds 2021 UNESCO-werelderfgoed zijn. De oorspronkelijke astrologische fresco's in het Palazzo della Ragione werden aan het begin van de veertiende eeuw gemaakt door Giotto, die daarna ook de fresco's in de Cappella degli Scrovegni in Padua maakte. Giotto’s fresco's zijn echter verloren gegaan; latere schilders hebben wel de ontwerpen van Giotto als voorbeeld genomen voor hun eigen schilderingen.